# Kunoy (Ort)
Kunoy [ˈkʰuːnɪ] „Fraueninsel“ (dänisch: Kunø) ist ein Ort der Färöer auf der gleichnamigen Insel Kunoy.

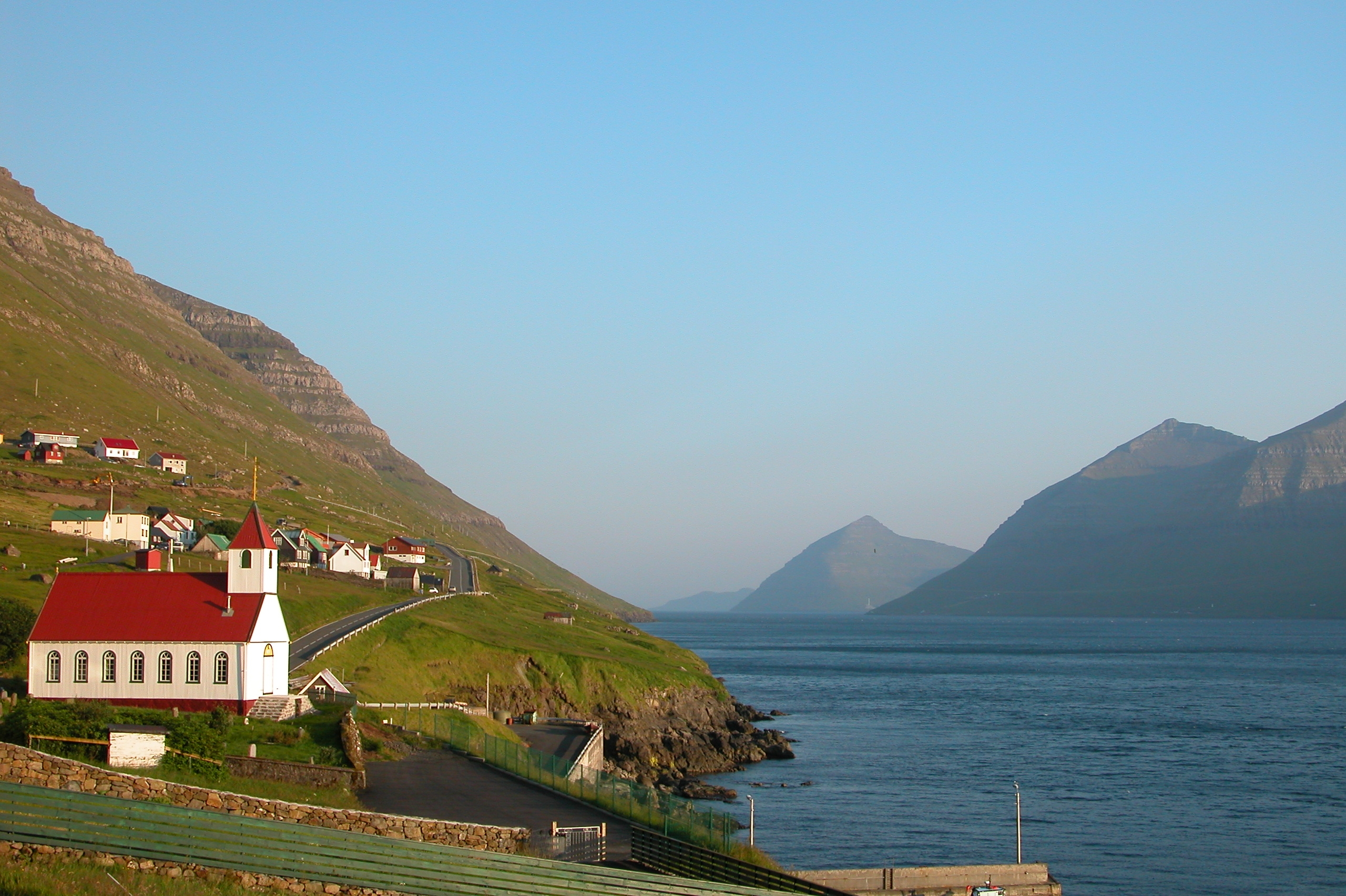
Kunoy mit Blick nach Süden über den Kalsoyarfjørður nach Kalsoy im Westen.

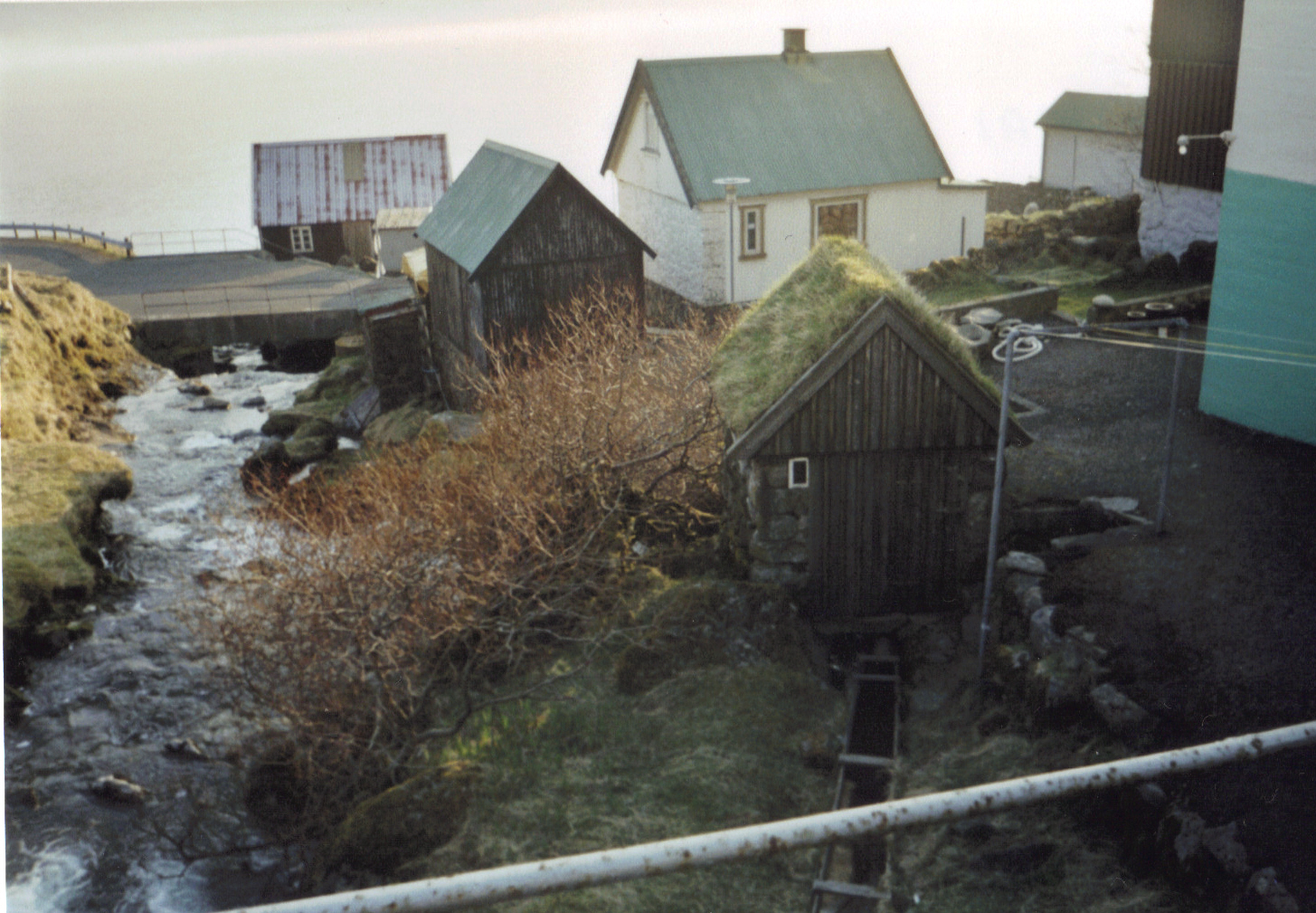
Wassermühle

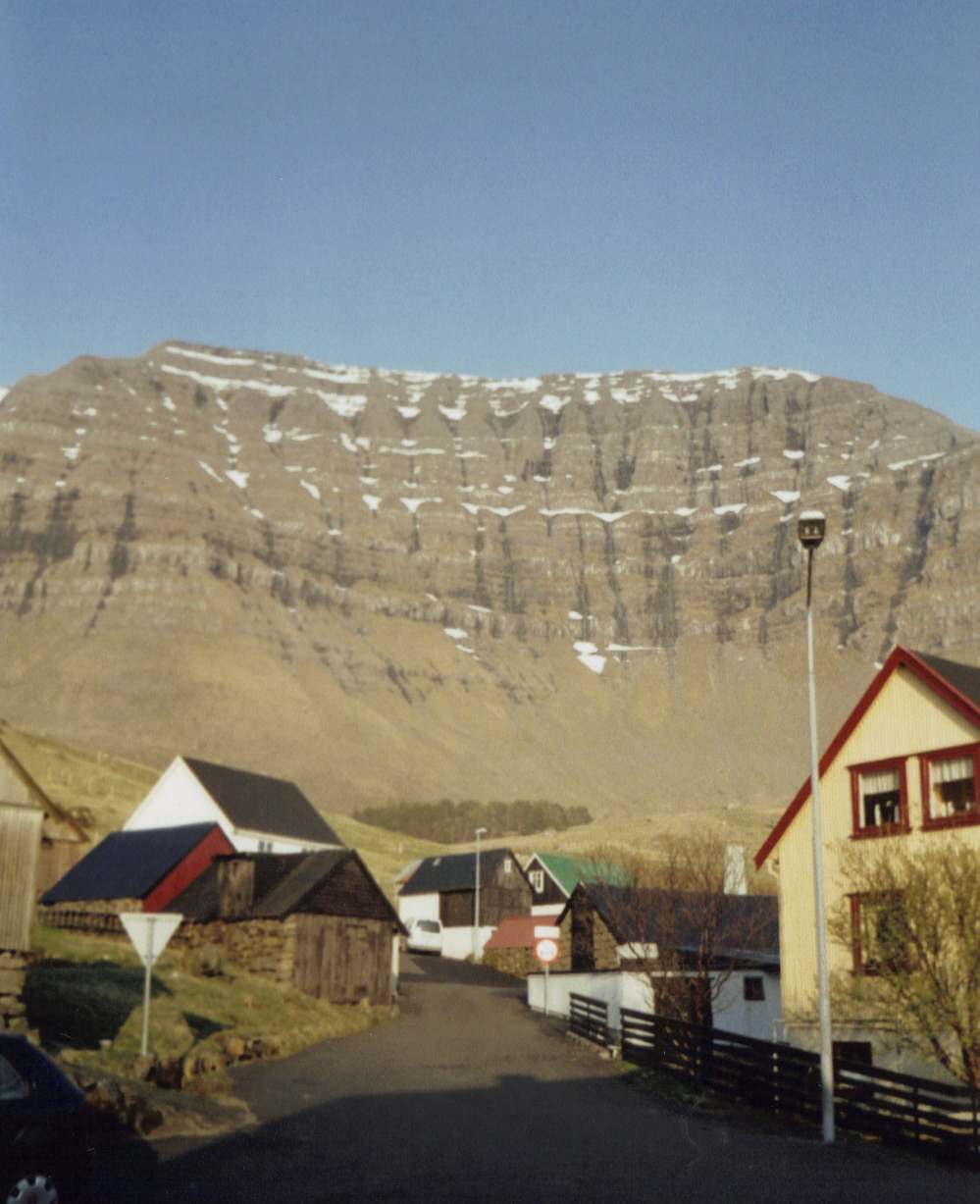
Blick vom Dorf zum Wald

Der Ort Kunoy ist Sitz der Gemeindeverwaltung der seit 1930 bestehenden Gemeinde Kunoy (Kunoyar kommuna). Im September 2016 hatte der Ort 69 Einwohner. Die Postleitzahl lautet FO-780.
Kunoy befindet sich in der Sohle eines nach Westen hin offenen Trogtals inmitten eines Panoramas von über 800 m hohen Bergen. Der Blick über den Kalsoyarfjørður zur Nachbarinsel Kalsoy vervollständigt die Szenerie. Der Ort besteht aus drei Teilen, wobei der Dorfkern Heima í Húsi heißt.
Der Ort hat rund 70 Einwohner und ist neben Haraldssund der einzige Ort der Insel. Zusammen bilden sie die Kommune Kunoyar kommuna. Seit 1988 sind die beiden Orte durch einen Straßentunnel miteinander verbunden. Zuvor verkehrte eine Personenfähre von Strandfaraskip Landsins nach Klaksvík.
Die einzige Landverbindung vor dem Tunnelbau war ein Wanderweg um die Südspitze der Insel herum, etwas oberhalb des Ufers. Der Weg existiert noch heute und ist relativ leicht zu begehen. Ein anderer Wanderweg führt über die Berge in den verlassenen Ort Skarð. Wegen seines Höhenunterschiedes von 600 m ist er nur für erfahrene Wanderer geeignet.
Oberhalb des Ortes liegt das kleine Wäldchen (Plantage) Viðarlundin í Kunoy mit einer Größe von 0,78 ha. Die ersten Bäume wurden hier bereits 1914 gepflanzt. Seit 1949 ist der Wald im Besitz der Kommune Kunoy. In Kunoy gibt es ein Café (Kaffistovan í Kunoy).
Die Kirche im Ort stammt aus dem Jahre 1867. Sie wurde am 20. Mai des Jahres begonnen und war bereits am 17. Oktober fertig. Alle am Bau Beteiligten waren Leute von der Insel. Der Baumeister war ein gewisser Símun Ericsen aus Haraldssund, der damals auch die Kirche von Klaksvík baute. Am 1. Advent 1867 wurde die Kirche geweiht. Am 13. April 1992 stellte die Landesregierung der Färöer die Kirche und ihren Friedhof unter Denkmalschutz. Dennoch werden sie weiter verwendet.
Eine weitere Sehenswürdigkeit ist die kleine, alte Wassermühle mitten im Dorf am Bach Myllá. Ihr Dach ist mit Gras gedeckt. Die Mühle wurde so gebaut, dass sie auch mit wenig Wasser ihren Zweck erfüllen kann.